# تكون الإعصار المداري
تكون الإعصار المداري أو تشكل الإعصار المداري أو تولد الإعصار المداري ( Tropical cyclogenesis) هو تطور واشتداد الإعصار المداري في الغلاف الجوي.تختلف الآليات التي تتشكل بها الأعاصير المدارية بشكل واضح عن تلك التي تتشكل بها الأعاصير المعتدلة. تتضمن الأعاصير المدارية تطور إعصار دافئ اللب ( warm-core)، بسبب الحمل الحراري الكبير في بيئة جوية مواتية.
تتطلب الأعاصير المدارية ستة عوامل رئيسية: درجات حرارة سطح البحر الدافئة بدرجة كافية (26.5 درجة مئوية على الأقل (79.7 درجة فهرنهايت))، وعدم الاستقرار الجوي، والرطوبة العالية في المستويات المنخفضة والمتوسطة من طبقة التروبوسفير، وقوة كوريوليس الكافية لتطوير مركز منخفض الضغط، وبؤرة أو اضطراب منخفض المستوى موجود مسبقًا، وقص الرياح الرأسي المنخفض.
تميل الأعاصير المدارية إلى التطور خلال فصل الصيف، ولكن تم ملاحظتها في كل شهر تقريبًا في معظم الأحواض. تعمل دورات المناخ مثل تذبذب مادن جوليان ونينو الجنوبي على تعديل توقيت وتكرار تطور الأعاصير المدارية. الحد الأقصى لشدة الإعصار المداري هو حد لشدة الإعصار المداري والذي يرتبط ارتباطًا وثيقًا بدرجات حرارة المياه على طول مساره.
يتشكل في المتوسط 86 إعصارًا مداريًا من شدة العواصف المدارية سنويًا في جميع أنحاء العالم. ومن بين هذه الأعاصير، تصل قوة 47 منها إلى أكثر من 74 ميلاً في الساعة (119 كم/ساعة)، و20 منها تتحول إلى أعاصير مدارية شديدة (على الأقل من حيث الشدة من الفئة 3 على مقياس سفير-سيمبسون).

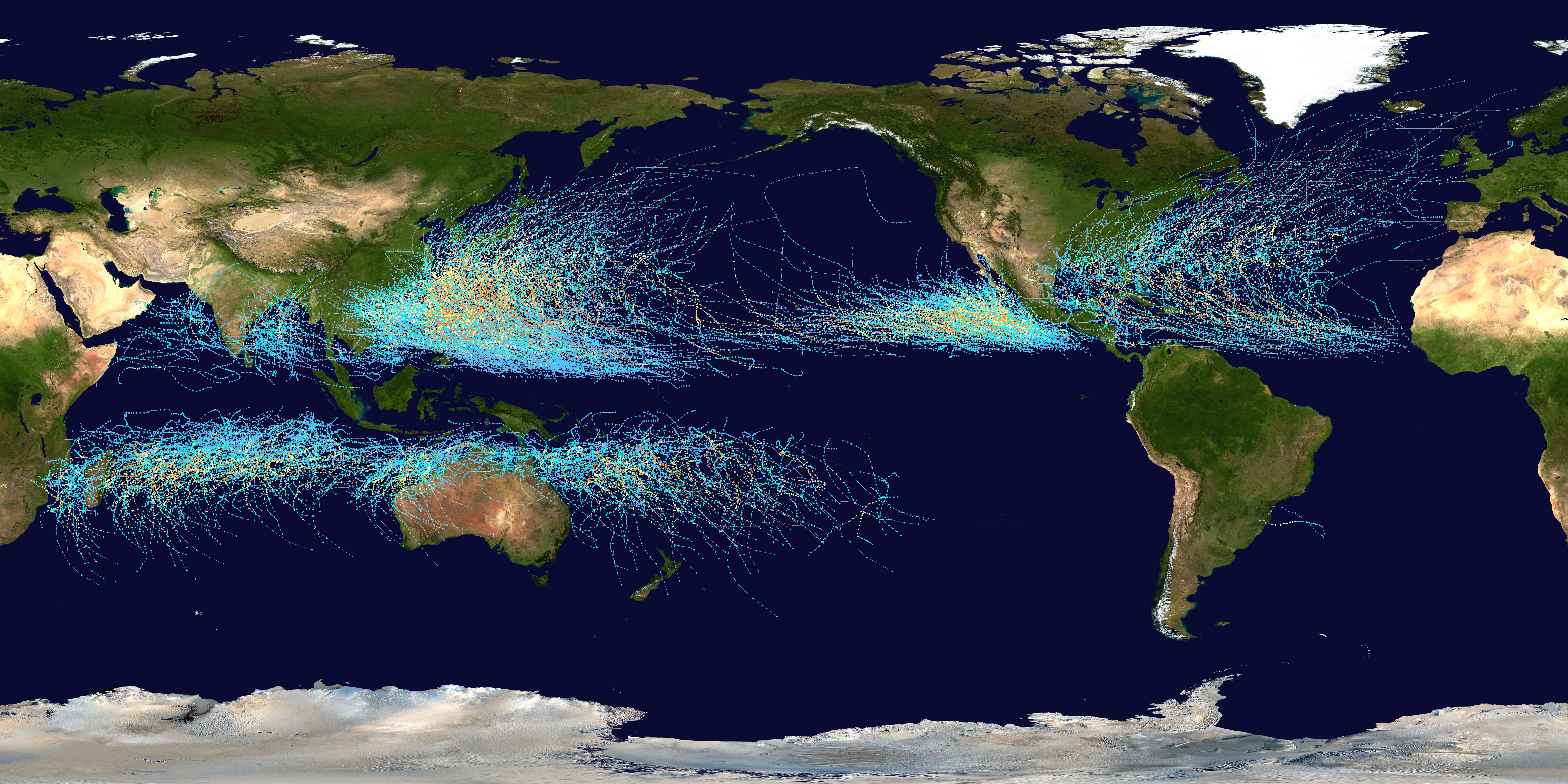
مسارات الأعاصير المدارية العالمية بين عامي 1985 و2005، مع الإشارة إلى المناطق التي تتطور فيها الأعاصير المدارية عادةً.

## متطلبات تكون/تشكل الأعاصير المدارية

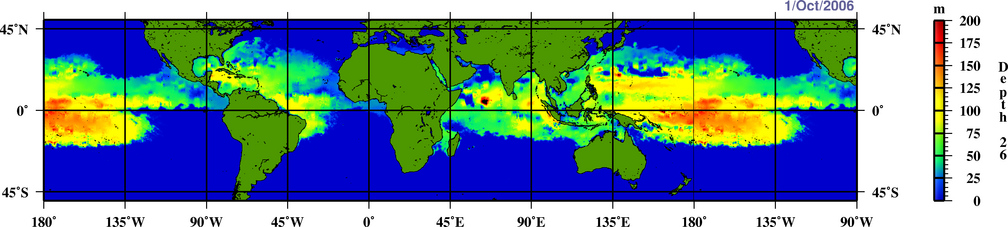
عمق خط الاستواء 26 درجة مئوية في 1 أكتوبر 2006

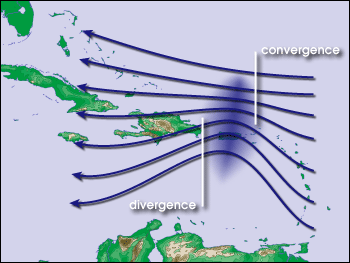
تؤدي الأمواج في الرياح التجارية في المحيط الأطلسي - وهي مناطق من الرياح المتقاربة التي تتحرك ببطء على نفس مسار الرياح السائدة - إلى خلق حالة من عدم الاستقرار في الغلاف الجوي قد تؤدي إلى تشكل الأعاصير.

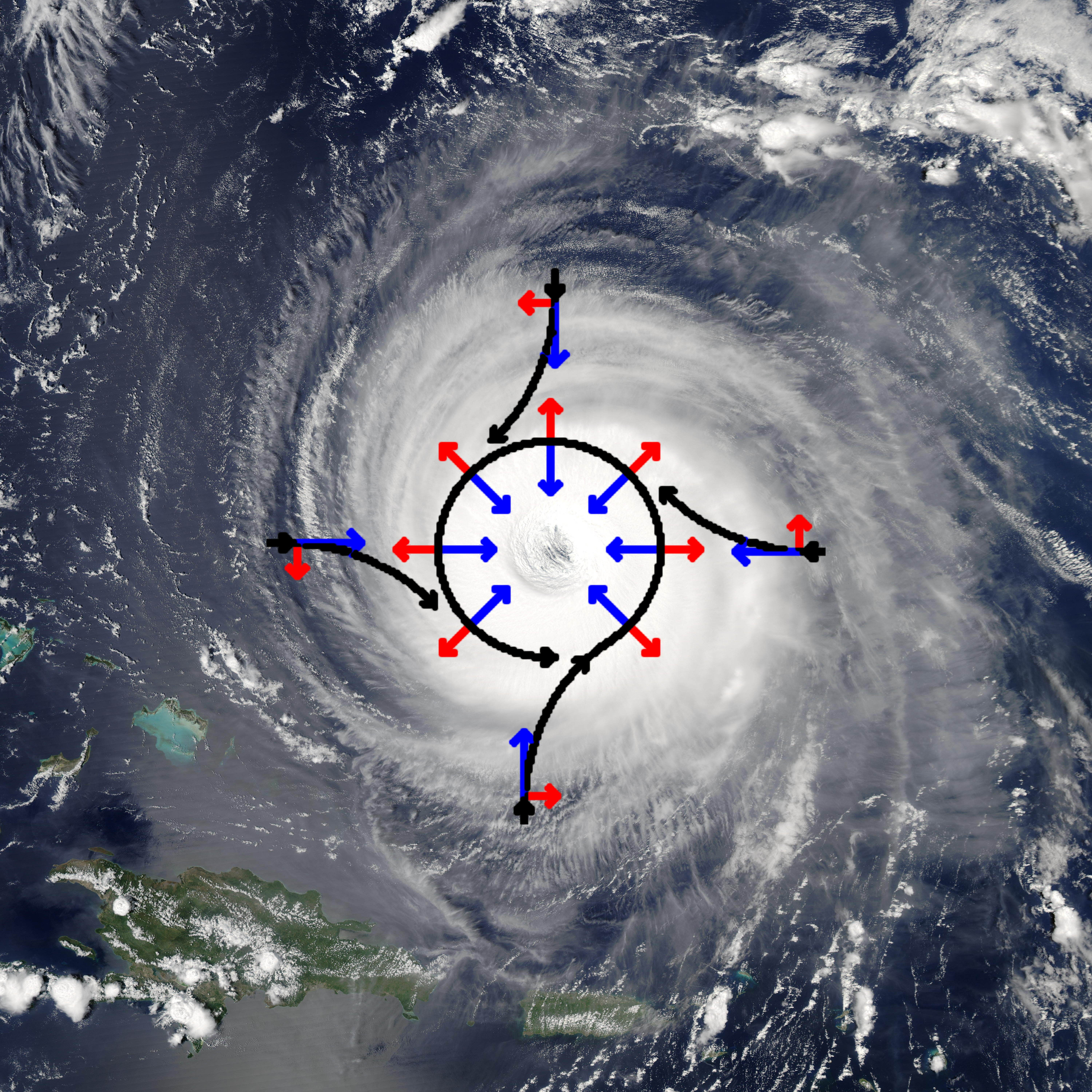
تمثيل تخطيطي للتدفق حول منطقة الضغط المنخفض (في هذه الحالة، إعصار إيزابيل) في نصف الكرة الشمالي. يتم تمثيل قوة تدرج الضغط بواسطة الأسهم الزرقاء، ويتم تمثيل تسارع كوريوليس (دائمًا عموديًا على السرعة) بواسطة الأسهم الحمراء

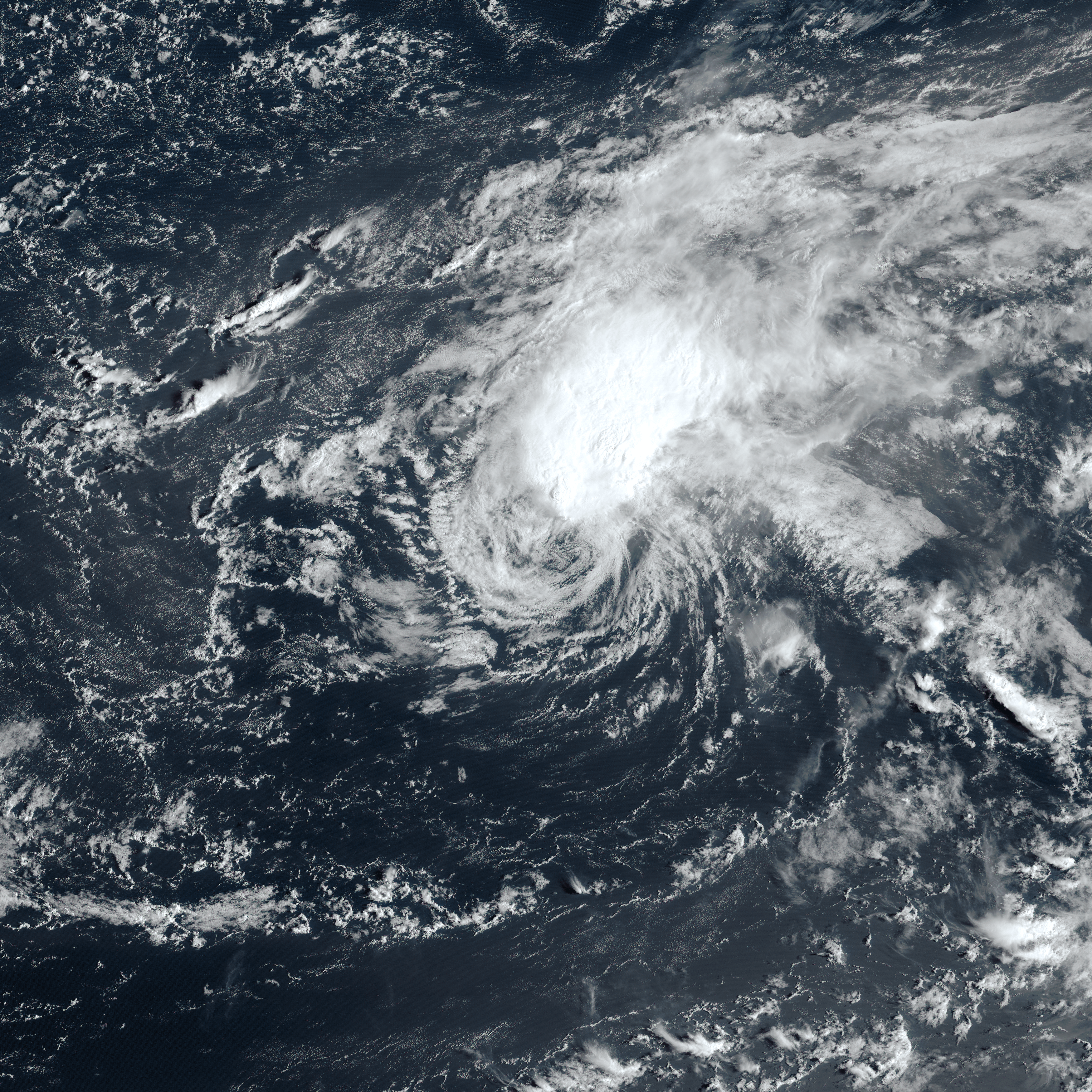
العاصفة الاستوائية باوليت في عام 2020، مع تعرض مركزها المنخفض جزئيًا بسبب القص الرياحي القوي.

## أوقات التكون

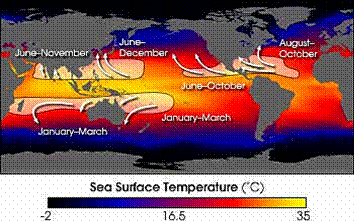
Peaks of activity worldwide

## أنظر أبضاً
- طاقة الإعصار المتراكمة